# La scogliera del peccato
La scogliera del peccato è un film del 1951 diretto da Roberto Bianchi Montero.

## Trama
Ischia. Stella, una donna fatale, raggiunge Silvano, suo vecchio amante, che vive da tempo isolato e alcolizzato in una capanna dell'isola. Per raggiungere il suo scopo, impadronirsi dei suoi averi, non esita a avvelenarlo.
Subito dopo seduce Paolo, un giovane pescatore, e lo coinvolge nei traffici di una banda di contrabbandieri tanto da farlo desistere da sposarsi con Anna, sua promessa.
Michele, fratello della ragazza, torna sull'isola giusto per far tornare Paolo sui suoi passi ma cede anche lui al fascino di Stella diventando suo amante e complice sei suoi traffici.
Viene però arrestato e condannato. Scontata la sua pena scopre la donna con Paolo e i due iniziano a combattere. Caso vuole che sia la donna a cadere in mare e morire. I due uomini, liberi dalla tentazione, possono tornare ad essere amici.

## Produzione
Il film è ascrivibile al filone dei melodrammi sentimentali strappalacrime, molto in voga tra il pubblico italiano negli anni del secondo dopoguerra (1945-1955), in seguito ribattezzato dalla critica con il termine neorealismo d'appendice.

## Distribuzione
In Italia il film ebbe inizialmente una distribuzione regionale nel 1950, fu poi ridistribuito l'anno successivo dalla Minerva Film.
Venne poi distribuito anche negli Stati Uniti, il 21 novembre del 1952.